# Cartoon Network (Francja)
Cartoon Network – francuska stacja telewizyjna należąca do Warner Bros. Discovery, nadająca głównie bajki. Wystartowała 13 września 1993 roku na wspólnym kanale z TNT i na własnym kanale francuskim 24 września 1997 roku.
W 1993 Turner uruchomił niekodowany kanał Cartoon Network (w ciągu dnia) współdzielony z TNT w całej Europie. Transmitowany od Londynu nie miał licencji na emitowanie w innych krajach, które miały konflikty z władzami francuskimi i belgijskimi.
W czerwcu 1998 r. uruchomiono autonomiczną sieć Cartoon Network na Europę Południową (Francja, Hiszpania i Włochy). Włoski kanał stał się niezależny kilka miesięcy później, a 23 sierpnia 1999 r. kanały francuski i hiszpański zostały podzielone.
W 1999 roku wszystkie koncerty zostały zmienione na francuski dubbing. Cartoon Network na początku 2000 roku nadawał głównie bajki Hanny-Barbery i Warner Bros. W 2006 roku kanał zmienił swoje programy na bardziej nowoczesną publiczność, usuwając stare programy. Zastąpił je filmami i kilkoma serialami aktorskimi.
Od 2010 roku emituje mniej produkcji Hanna-Barbera. Większość z nich trafiła do siostrzanej sieci Boomerang.
25 lipca 2016 r. całkowicie zmieniono markę Cartoon Network France przy użyciu grafik z pakietu brandingowego Check It 4.0. 4 września 2017 r. całkowicie zmieniono markę Cartoon Network France, wykorzystując grafikę z pakietu brandingowego Dimensional.